# Recebedores da Cruz de Cavaleiro da Cruz de Ferro com Folhas de Carvalho: 1944
A Cruz de Cavaleiro da Cruz de Ferro (em alemão:  Ritterkreuz des Eisernen Kreuzes) foi a maior condecoração militar concedida pela Alemanha Nazi durante a Segunda Guerra Mundial. Era concedida a militares de todas as patentes, deste um soldado até um Marechal de Campo e por diversos motivos que incluíam os atos de bravura de um soldado em batalha, um piloto de caça por ter abatido um número significativo de aeronaves inimigas e o hábil comando das tropas durante a batalha. Os condecorados eram enaltecidos pela propaganda alemã, tendo eles recebido grande atenção por parte da publicidade. Eram vendidos, por exemplo, porta retratos com as fotos dos últimos condecorados. Eles ainda eram convidados a discursar aos trabalhadores das fábricas envolvidas no esforço de guerra.
A Cruz de Cavaleiro da Cruz de Ferro com Folhas de Carvalho (em alemão:  Ritterkreuz des Eisernen Kreuzes mit Eichenlaub) foi introduzida no dia 3 de junho de 1940 para destacar àqueles que já haviam sido condecorados com a Cruz de Cavaleiro e continuaram a demonstrar atos de bravura em combate. Foram entregues sete condecorações no ano de 1940, 50 em 1941, 111 em 1942, 192 em 1943, 328 em 1944 e 194 em 1945, sendo um total de 882 condecorados. Foram ainda condecorados oito estrangeiros, que eram aliados da Alemanha durante a guerra.
O número de 882 condecorados com as Folhas de Carvalho é com base na análise feita pela Associação dos Recebedores da Cruz de Cavaleiro da Cruz de Ferro. O autor Veit Scherzer contestou a validade de 27 destas condecorações. Com a exceção da condecoração entregue para Hermann Fegelein, todas as demais condecorações ocorreram no ano de 1945, quando os últimos dias do Terceiro Reich deixaram as nomeações incompletas e diversos estágios da aprovação não foram concluídos. Hermann Fegelein foi condecorado com as Folhas de Carvalho no ano de 1942, mas foi sentenciado a morte por Hitler e executado no dia 28 de abril de 1945 após uma corte marcial liderada pelo SS-Brigadeführer e Generalmajor da Waffen-SS Wilhelm Mohnke. A sentença de morte resultou na perda de todas as suas ordens e honrarias.

## Criação
A Cruz de Cavaleiro da Cruz de Ferro e seus graus mais altos foram baseados em quatro diferentes decretos. O primeiro decreto Reichsgesetzblatt I S. 1573 de 1 de setembro de 1939 instituiu a Cruz de Ferro (Eisernes Kreuz) e Cruz de Cavaleiro da Cruz de Ferro e a Grande Cruz da Cruz de Ferro (Großkreuz des Eisernen Kreuzes). O segundo artigo do decreto especifica que para ser condecorado com uma classe superior deveria ser primeiramente condecorado com todas as classe precedentes. Com o progresso da guerra, alguns do condecorados foram se destacando, sendo necessária um novo grau da condecoração, sendo então instituído no dia 3 de junho de 1940 o decreto Reichsgesetzblatt I S. 849 que criou a Cruz de Cavaleiro da Cruz de Ferro com Folhas de Carvalho.
Foram criados no dia 28 de setembro de 1941 dois graus da Cruz de Cavaleiro com o decreto Reichsgesetzblatt I S. 613, a Cruz de Cavaleiro da Cruz de Ferro com Folhas de Carvalho e Espadas Ritterkreuz des Eisernen Kreuzes mit Eichenlaub und Schwertern e a Cruz de Cavaleiro da Cruz de Ferro com Folhas de Carvalho, Espadas e Diamantes Ritterkreuz des Eisernen Kreuzes mit Eichenlaub, Schwertern und Brillanten. No final de 1944 o último grau da Cruz de Cavaleiro, a Cruz de Cavaleiro da Cruz de Ferro com Folhas de Carvalho Douradas, Espadas e Diamantes Ritterkreuz des Eisernen Kreuzes mit goldenem Eichenlaub, Schwertern und Brillanten a condecoração foi criada com o decreto Reichsgesetzblatt 1945 I S. 11 de 29 de dezembro de 1944.

## Condecorados
O Alto Comando da Wehrmacht mantinha listas separadas dos condecorados da Cruz de Cavaleiro separadas para os três ramos militares, Heer (exército), Luftwaffe (força aérea), Kriegsmarine (marinha) e para a Waffen-SS. era designado um número sequencial para cada um dos condecorados. Este mesmo paradigma foi aplicado para os graus mais altos da Cruz de Cavaleiro, sendo feita uma lista por ramo militar. Os condecorados das Folhas de Carvalho estão ordenados cronologicamente e pelo número de condecoração definido pelo OKW. A patente listada é a patente que o militar tinha na data da condecoração, assim como a unidade em que estava.
| Número | Nome                                                            | Serviço      | Patente                                                      | Ocupação e unidade | Data de condecoração     | Notas                                                                 | Imagem                                                                                   |
| ------ | --------------------------------------------------------------- | ------------ | ------------------------------------------------------------ | --- | ------------------------ | --------------------------------------------------------------------- | ---------------------------------------------------------------------------------------- |
| 361    | Bernd Klug                                                      | Kriegsmarine | Korvettenkapitän                                             | Chief do 5. Schnellbootflottille                                                                                       | 1 de janeiro de 1944     | —                                                                     | —                                                                                        |
| 362    | Klaus Feldt                                                     | Kriegsmarine | Korvettenkapitän                                             | Chief do 2. Schnellbootflottille                                                                                       | 1 de janeiro de 1944     | —                                                                     | —                                                                                        |
| 363    | Walter Krauß                                                    | Luftwaffe    | Hauptmann                                                    | Gruppenkommandeur do III./Sturzkampfgeschwader 2 "Immelmann"                                                           | 3 de janeiro de 1944*    | Morto em combate 17 de julho de 1943                                  | —                                                                                        |
| 364    | Horst Hannig                                                    | Luftwaffe    | Leutnant                                                     | Staffelführer do 2./Jagdgeschwader 2 "Richthofen"                                                                      | 3 de janeiro de 1944*    | Morto em combate 15 de maio de 1943                                   | —                                                                                        |
| 365    | Hans-Arnold Stahlschmidt                                        | Luftwaffe    | Leutnant                                                     | Staffelführer do 2./Jagdgeschwader 27                                                                                  | 3 de janeiro de 1944*    | desaparecido 7 de setembro de 1942                                    | —                                                                                        |
| 366    | Helmut Kalbitz                                                  | Heer         | Hauptmann                                                    | Comandante do Pionier-Bataillon 31                                                                                     | 7 de janeiro de 1944     | —                                                                     | —                                                                                        |
| 367    | Dr. jur. Josef-Georg Mulzer                                     | Heer         | Major                                                        | Comandante do Pionier-Bataillon 195                                                                                    | 10 de janeiro de 1944    | —                                                                     | —                                                                                        |
| 368    | Maximilian Fretter-Pico                                         | Heer         | General der Artillerie                                       | Comandante geral do XXX. Armeekorps                                                                                    | 16 de janeiro de 1944    | —                                                                     | —                                                                                        |
| 369    | Dipl.-Ing. Hans Schlemmer                                       | Heer         | Generalleutnant                                              | Comandante da 134. Infanterie-Division                                                                                 | 18 de janeiro de 1944    | —                                                                     | —                                                                                        |
| 370    | Heinrich Boigk                                                  | Heer         | Feldwebel                                                    | Líder de Pelotão do 2./Jäger-Regiment 49                                                                               | 18 de janeiro de 1944    | —                                                                     | —                                                                                        |
| 371    | August Schmidt                                                  | Heer         | Generalleutnant                                              | Comandante da 10. Panzergrenadier-Division                                                                             | 23 de janeiro de 1944    | —                                                                     |                                                                                          |
| 372    | Friedrich Wiese                                                 | Heer         | General der Infanterie                                       | Comandante geral do XXXV. Armeekorps                                                                                   | 24 de janeiro de 1944    | —                                                                     | —                                                                                        |
| 373    | Walter Krüger                                                   | Heer         | Generalleutnant                                              | Comandante da 1. Panzer-Division                                                                                       | 24 de janeiro de 1944    | —                                                                     | —                                                                                        |
| 374    | Karl Koetz                                                      | Heer         | Oberstleutnant                                               | Comandante do Grenadier-Regiment 185                                                                                   | 24 de janeiro de 1944    | —                                                                     | —                                                                                        |
| 375    | Hugo Kraas                                                      | Waffen-SS    | SS-Obersturmbannführer                                       | Comandante do SS-Panzergrenadier-Regiment 2 "Leibstandarte SS Adolf Hitler"                                            | 24 de janeiro de 1944    | —                                                                     | —                                                                                        |
| 376    | Eduard Hauser                                                   | Heer         | Generalmajor                                                 | Comandante da 13. Panzer-Division                                                                                      | 26 de janeiro de 1944    | —                                                                     | —                                                                                        |
| 377    | Joachim Peiper                                                  | Waffen-SS    | SS-Obersturmbannführer                                       | Comandante do SS-Panzer-Regiment 1 "Leibstandarte SS Adolf Hitler"                                                     | 27 de janeiro de 1944    | 119. Espadas 11 de janeiro de 1945                                    |                                                                                          |
| 378    | Walter Fries                                                    | Heer         | Generalleutnant                                              | Comandante da 29. Panzergrenadier Division                                                                             | 29 de janeiro de 1944    | 87. Espadas 11 de agosto de 1944                                      | —                                                                                        |
| 379    | Walther Sievers                                                 | Heer         | Oberstleutnant da reserva                                    | Comandante do Grenadier-Regiment 415                                                                                   | 29 de janeiro de 1944    | —                                                                     | —                                                                                        |
| 380    | Michael Wittmann                                                | Waffen-SS    | SS-Untersturmführer                                          | Líder de Pelotão do 13.(schwere)/SS-Panzer-Regiment 1 "Leibstandarte SS Adolf Hitler"                                  | 30 de janeiro de 1944    | 71st Espadas 22 de junho de 1944                                      |                                                                                          |
| 381    | Bernhard Flachs                                                 | Heer         | Hauptmann                                                    | Comandante do Sturmgeschütz-Abteilung 277                                                                              | 31 de janeiro de 1944    | —                                                                     | —                                                                                        |
| 382    | Richard Heidrich                                                | Luftwaffe    | Generalleutnant                                              | Comandante da 1. FallschirmJäger Division                                                                              | 5 de fevereiro de 1944   | 55. Espadas 25 de março de 1944                                       |                                                                                          |
| 383    | Walther Nehring                                                 | Heer         | General der Panzertruppe                                     | Comandante geral do XXIV. Panzerkorps                                                                                  | 8 de fevereiro de 1944   | 124. Espadas 22 de janeiro de 1945                                    |                                                                                          |
| 384    | Botho Kollberg                                                  | Heer         | Oberst                                                       | Comandante do Grenadier-Regiment 23                                                                                    | 8 de fevereiro de 1944*  | Morto em combate 24 de janeiro de 1944                                | —                                                                                        |
| 385    | Erich Löwe                                                      | Heer         | Major                                                        | Comandante do schwere Panzer-Abteilung 501                                                                             | 8 de fevereiro de 1944*  | Morto em combate 24 de dezembro de 1943                               |                                                                                          |
| 386    | Günther Hilt                                                    | Heer         | Hauptmann da reserva                                         | Comandante do III./Jäger-Regiment 56                                                                                   | 8 de fevereiro de 1944   | —                                                                     | —                                                                                        |
| 387    | Fritz Breithaupt                                                | Kriegsmarine | Korvettenkapitän da reserva                                  | Chief do 24. Minensuchflottille                                                                                        | 10 de fevereiro de 1944  | —                                                                     | —                                                                                        |
| 388    | Robert Martinek                                                 | Heer         | General der Artillerie                                       | Comandante geral do XXXIX. Panzerkorps                                                                                 | 10 de fevereiro de 1944  | —                                                                     | —                                                                                        |
| 389    | Josef Schneider                                                 | Heer         | Leutnant da reserva                                          | Líder do 13./Jäger-Regiment 207                                                                                        | 10 de fevereiro de 1944  | —                                                                     | —                                                                                        |
| 390    | Walter Möse                                                     | Heer         | Feldwebel                                                    | Líder de pelotão no 13./Jäger-Regiment 49                                                                              | 10 de fevereiro de 1944  | —                                                                     | —                                                                                        |
| 391    | Friedrich Kirchner                                              | Heer         | General der Panzertruppe                                     | Comandante geral do LVII. Panzerkorps                                                                                  | 12 de fevereiro de 1944  | 127. Espadas 26 de janeiro de 1945                                    |                                                                                          |
| 392    | Hans Källner                                                    | Heer         | Generalmajor                                                 | Comandante da 19. Panzer-Division                                                                                      | 12 de fevereiro de 1944  | 106. Espadas 23 de outubro de 1944                                    | —                                                                                        |
| 393    | Theodor Wisch                                                   | Waffen-SS    | SS-Brigadeführer e Generalmajor do Waffen-SS                 | Comandante da 1. SS Division Leibstandarte SS "Adolf Hitler"                                                           | 12 de fevereiro de 1944  | 94. Espadas 30 de agosto de 1944                                      | —                                                                                        |
| 394    | Heinrich-Walter Bronsart von Schellendorff                      | Heer         | Oberst                                                       | Comandante do Panzergrenadier-Regiment 13                                                                              | 12 de fevereiro de 1944  | —                                                                     | —                                                                                        |
| 395    | Karl Lorenz                                                     | Heer         | Oberst                                                       | Comandante do Grenadier-Regiment "Großdeutschland"                                                                     | 12 de fevereiro de 1944  | —                                                                     | —                                                                                        |
| 396    | Meinrad von Lauchert                                            | Heer         | Oberst                                                       | Comandante do Panzer-Regiment 15                                                                                       | 12 de fevereiro de 1944  | —                                                                     | —                                                                                        |
| 397    | Josef Karl                                                      | Heer         | Unteroffizier                                                | Gun commander do 2./Panzer-Jagd-Abteilung 49                                                                           | 16 de fevereiro de 1944  | —                                                                     |                                                                                          |
| 398    | Ferdinand Schörner                                              | Heer         | General der Gebirgstruppe                                    | Comandante geral do XXXX. Panzerkorps                                                                                  | 17 de fevereiro de 1944  | 93rd Espadas 28 de agosto de 1944 23rd Diamantes 1 de janeiro de 1945 |                                                                                          |
| 399    | Wilhelm Stemmermann                                             | Heer         | General der Artillerie                                       | Comandante geral do XI. Armeekorps                                                                                     | 18 de fevereiro de 1944* | Morto em combate 18 de fevereiro de 1944                              | —                                                                                        |
| 400    | Theo-Helmut Lieb                                                | Heer         | Generalleutnant                                              | Comandante geral do XXXXII. Armeekorps                                                                                 | 18 de fevereiro de 1944  | —                                                                     | —                                                                                        |
| 401    | Robert Kaestner                                                 | Heer         | Major                                                        | Líder do Grenadier-Regiment 105                                                                                        | 21 de fevereiro de 1944  | —                                                                     | —                                                                                        |
| 402    | Ernst-Günther Baade                                             | Heer         | Oberst                                                       | Líder do 90. Panzer-Grenadier-Division                                                                                 | 22 de fevereiro de 1944  | 111. Espadas 16 de novembro de 1944                                   |                                                                                          |
| 403    | Dr. med. dent. Rudolf Kolbeck                                   | Heer         | Oberstleutnant da reserva                                    | Comandante do Grenadier-Regiment 316                                                                                   | 22 de fevereiro de 1944  | —                                                                     | —                                                                                        |
| 404    | Maximilian Wengler                                              | Heer         | Oberst da reserva                                            | Comandante do Grenadier-Regiment 366                                                                                   | 22 de fevereiro de 1944  | 123rd Espadas 21 de janeiro de 1945                                   |                                                                                          |
| 405    | Walter Mix                                                      | Heer         | Hauptmann da reserva                                         | Comandante do II./Grenadier-Regiment 174                                                                               | 22 de fevereiro de 1944  | —                                                                     | —                                                                                        |
| 406    | Otto Benzin                                                     | Heer         | Major                                                        | Líder do Grenadier-Regiment 89                                                                                         | 22 de fevereiro de 1944  | —                                                                     | —                                                                                        |
| 407    | Werner Forst                                                    | Heer         | Generalleutnant                                              | Comandante do 106. Infanterie-Division                                                                                 | 22 de fevereiro de 1944  | —                                                                     | —                                                                                        |
| 408    | Helmuth Weidling                                                | Heer         | General der Artillerie                                       | Comandante geral do XXXXI. Panzerkorps                                                                                 | 22 de fevereiro de 1944  | 115. Espadas 28 de novembro de 1944                                   |                                                                                          |
| 409    | Friedrich Mieth                                                 | Heer         | General der Infanterie                                       | Comandante geral do IV. Armeekorps                                                                                     | 1 de março de 1944       | —                                                                     | —                                                                                        |
| 410    | Dr. rer. pol. Hermann Hohn                                      | Heer         | Oberst                                                       | Líder do 72. Infanterie-Division                                                                                       | 1 de março de 1944       | 109. Espadas 31 de outubro de 1944                                    | —                                                                                        |
| 411    | Erich Walther                                                   | Luftwaffe    | Oberst                                                       | Comandante do Fallschirmjäger-Regiment 4                                                                               | 2 de março de 1944       | 131st Espadas 1 de fevereiro de 1945                                  | —                                                                                        |
| 412    | Ludwig Heilmann                                                 | Luftwaffe    | Oberst                                                       | Comandante do Fallschirmjäger-Regiment 3                                                                               | 2 de março de 1944       | 67. Espadas 15 de maio de 1944                                        |                                                                                          |
| 413    | Kurt Bühligen                                                   | Luftwaffe    | Major                                                        | Gruppenkommandeur do II./Jagdgeschwader 2 "Richthofen"                                                                 | 2 de março de 1944       | 88. Espadas 14 de agosto de 1944                                      | —                                                                                        |
| 414    | Horst Ademeit                                                   | Luftwaffe    | Hauptmann                                                    | Gruppenkommandeur do I./Jagdgeschwader 54                                                                              | 2 de março de 1944       | —                                                                     | —                                                                                        |
| 415    | Walter Krupinski                                                | Luftwaffe    | Oberleutnant                                                 | Staffelkapitän do 7./Jagdgeschwader 52                                                                                 | 2 de março de 1944       | —                                                                     | —                                                                                        |
| 416    | August Geiger                                                   | Luftwaffe    | Hauptmann                                                    | Gruppenkommandeur do III./Nachtjagdgeschwader 1                                                                        | 2 de março de 1944*      | Morto em combate 29 de setembro de 1943                               | —                                                                                        |
| 417    | Hans-Dieter Frank                                               | Luftwaffe    | Hauptmann                                                    | Gruppenkommandeur do I./Nachtjagdgeschwader 1                                                                          | 2 de março de 1944*      | Morto em combate 27 de setembro de 1943                               | —                                                                                        |
| 418    | Johannes Wiese                                                  | Luftwaffe    | Major                                                        | Gruppenkommandeur do I./Jagdgeschwader 52                                                                              | 2 de março de 1944       | —                                                                     | —                                                                                        |
| 419    | Reinhard Seiler                                                 | Luftwaffe    | Major                                                        | Gruppenkommandeur do I./Jagdgeschwader 54                                                                              | 2 de março de 1944       | —                                                                     | —                                                                                        |
| 420    | Erich Hartmann                                                  | Luftwaffe    | Leutnant                                                     | Staffelführer do 9./Jagdgeschwader 52                                                                                  | 2 de março de 1944       | 75. Espadas 2 de julho de 1944 18. Diamantes 25 de agosto de 1944     | —                                                                                        |
| 421    | Hermann-Heinrich Behrend                                        | Heer         | Oberst                                                       | Comandante do Grenadier-Regiment 154                                                                                   | 6 de março de 1944       | (148th) Espadas 26 de abril de 1945                                   | —                                                                                        |
| 422    | Gustav Stühmer                                                  | Heer         | Oberfeldwebel                                                | Líder de pelotão no 11./Grenadier-Regiment 399                                                                         | 6 de março de 1944*      | Morto em combate 16 de fevereiro de 1944                              | —                                                                                        |
| 423    | Fritz von Scholz Edler von Rarancze                             | Waffen-SS    | SS-Brigadeführer e Generalmajor do Waffen-SS                 | Comandante da 11. SS-Freiwilligen-Panzergrenadier-Division "Nordland"                                                  | 12 de março de 1944      | 85. Espadas 8 de agosto de 1944                                       | —                                                                                        |
| 424    | Willi Thulke                                                    | Heer         | Hauptmann                                                    | Comandante do I./Grenadier-Regiment 501                                                                                | 13 de março de 1944      | —                                                                     | —                                                                                        |
| 425    | Josef Rettemeier                                                | Heer         | Hauptmann                                                    | Comandante do Panzer-Abteilung 5                                                                                       | 13 de março de 1944      | —                                                                     |                                                                                          |
| 426    | Smilo Freiherr von Lüttwitz                                     | Heer         | Generalleutnant                                              | Comandante da 26. Panzer-Division                                                                                      | 16 de março de 1944      | 76. Espadas 4 de julho de 1944                                        |                                                                                          |
| 427    | Josef Bregenzer                                                 | Heer         | Oberstleutnant                                               | Comandante do Grenadier-Regiment 245                                                                                   | 17 de março de 1944      | —                                                                     | —                                                                                        |
| 428    | Friedrich Schulz                                                | Heer         | Generalleutnant                                              | Comandante do III. Panzerkorps                                                                                         | 20 de março de 1944      | 135. Espadas 26 de fevereiro de 1945                                  | —                                                                                        |
| 429    | Werner Mummert                                                  | Heer         | Oberstleutnant da reserva                                    | Comandante do Panzergrenadier-Regiment 103                                                                             | 20 de março de 1944      | 107. Espadas 23 de outubro de 1944                                    |                                                                                          |
| 430    | Hans-Joachim Jabs                                               | Luftwaffe    | Hauptmann                                                    | Gruppenkommandeur do IV./Nachtjagdgeschwader 1                                                                         | 24 de março de 1944      | —                                                                     |                                                                                          |
| 431    | Bernhard Jope                                                   | Luftwaffe    | Major                                                        | Geschwaderkommodore of Kampfgeschwader 100                                                                             | 24 de março de 1944      | —                                                                     |                                                                                          |
| 432    | Wilhelm Schmitter                                               | Luftwaffe    | Major                                                        | Staffelkapitän do 15./Kampfgeschwader 2                                                                                | 24 de março de 1944*     | desaparecido 8 de novembro de 1943                                    | —                                                                                        |
| 433    | Dr. jur. Maximilian Otte                                        | Luftwaffe    | Major                                                        | Gruppenkommandeur do II./Schlachtgeschwader 2 "Immelmann"                                                              | 24 de março de 1944      | —                                                                     | —                                                                                        |
| 434    | Hansgeorg Bätcher                                               | Luftwaffe    | Major                                                        | Gruppenkommandeur do I./Kampfgeschwader 4 "General Wever"                                                              | 24 de março de 1944      | —                                                                     | —                                                                                        |
| 435    | Georg Koßmala                                                   | Heer         | Oberst                                                       | Comandante do Grenadier-Regiment 6                                                                                     | 26 de março de 1944      | —                                                                     | —                                                                                        |
| 436    | Georg Grüner                                                    | Heer         | Hauptmann                                                    | Comandante do I./Panzer-Regiment 2                                                                                     | 26 de março de 1944*     | Morto em combate 11 de março de 1944                                  |                                                                                          |
| 437    | Eduard Tratt                                                    | Luftwaffe    | Hauptmann                                                    | Gruppenkommandeur do II./Zerstörergeschwader 26                                                                        | 26 de março de 1944*     | Morto em combate 22 de fevereiro de 1944                              | —                                                                                        |
| 438    | Fritz Petersen                                                  | Luftwaffe    | Wachtmeister                                                 | Comandante de armas do 6./Flak-Regiment 4                                                                              | 26 de março de 1944      | —                                                                     | —                                                                                        |
| 439    | Fridolin von Senger und Etterlin                                | Heer         | General der Panzertruppe                                     | Comandante geral do XIV. Panzerkorps                                                                                   | 5 de abril de 1944       | —                                                                     |                                                                                          |
| 440    | Ludwig Müller                                                   | Heer         | Generalleutnant                                              | Deputy Líder do XXIX. Armeekorps                                                                                       | 6 de abril de 1944       | —                                                                     | —                                                                                        |
| 441    | Heinz Wittchow von Brese-Winiary                                | Heer         | Major                                                        | Líder do Panzergrenadier-Regiment 108                                                                                  | 6 de abril de 1944       | —                                                                     | —                                                                                        |
| 442    | Herbert Schwender                                               | Heer         | Oberst                                                       | Comandante do Grenadier-Regiment 45                                                                                    | 6 de abril de 1944       | —                                                                     | —                                                                                        |
| 443    | Hans Kroh                                                       | Luftwaffe    | Oberstleutnant                                               | Comandante do Fallschirmjäger-Regiment 2                                                                               | 6 de abril de 1944       | 96. Espadas 12 de setembro de 1944                                    |                                                                                          |
| 444    | Günther Radusch                                                 | Luftwaffe    | Oberstleutnant                                               | Geschwaderkommodore of Nachtjagdgeschwader 5                                                                           | 6 de abril de 1944       | —                                                                     | —                                                                                        |
| 445    | Johannes Frießner                                               | Heer         | General der Infanterie                                       | Army Detachment Narva                                                                                                  | 9 de abril de 1944       | —                                                                     |                                                                                          |
| 446    | Alfred Grislawski                                               | Luftwaffe    | Hauptmann                                                    | Staffelkapitän do 1./Jagdgeschwader 1                                                                                  | 11 de abril de 1944      | —                                                                     | —                                                                                        |
| 447    | Erich Rudorffer                                                 | Luftwaffe    | Major                                                        | Gruppenkommandeur do II./Jagdgeschwader 54                                                                             | 11 de abril de 1944      | 126. Espadas 26 de janeiro de 1945                                    |                                                                                          |
| 448    | Emil Lang                                                       | Luftwaffe    | Oberleutnant                                                 | Staffelkapitän do 9./Jagdgeschwader 54                                                                                 | 11 de abril de 1944      | —                                                                     | —                                                                                        |
| 449    | Otto Kittel                                                     | Luftwaffe    | Leutnant                                                     | Piloto no 1./Jagdgeschwader 54                                                                                         | 11 de abril de 1944      | 113. Espadas 25 de novembro de 1944                                   | —                                                                                        |
| 450    | Rudolf Schoenert                                                | Luftwaffe    | Major da reserva                                             | Comandante do Nachtjagdgruppe 10                                                                                       | 11 de abril de 1944      | —                                                                     | —                                                                                        |
| 451    | Wilhelm Herget                                                  | Luftwaffe    | Major                                                        | Gruppenkommandeur do I./Nachtjagdgeschwader 4                                                                          | 11 de abril de 1944      | —                                                                     | —                                                                                        |
| 452    | Anton Hafner                                                    | Luftwaffe    | Leutnant                                                     | Piloto no 6./Jagdgeschwader 51 "Mölders"                                                                               | 11 de abril de 1944      | —                                                                     | —                                                                                        |
| 453    | Dr. rer. pol. Dr.-Ing. Johannes maioer                          | Heer         | Generalleutnant                                              | Comandante da 329. Infanterie-Division                                                                                 | 13 de abril de 1944      | 89. Espadas 23 de agosto de 1944                                      | —                                                                                        |
| 454    | Heinrich Hogrebe                                                | Heer         | Hauptmann                                                    | Comandante do II./Grenadier-Regiment 422                                                                               | 13 de abril de 1944      | —                                                                     | —                                                                                        |
| 455    | Rudolf Geisler                                                  | Heer         | Major                                                        | Comandante do Pionier-Bataillon 662                                                                                    | 13 de abril de 1944*     | Morreu devido à ferimentos13 de abril de 1944                         | —                                                                                        |
| 456    | Heinrich von Vietinghoff called Scheel                          | Heer         | Generaloberst                                                | Commander-in-chief do 10. Armee                                                                                        | 16 de abril de 1944      | —                                                                     |                                                                                          |
| 457    | Egon von Neindorff                                              | Heer         | Generalmajor                                                 | Comandante de Tarnopol                                                                                                 | 17 de abril de 1944*     | Morto em combate 15 de abril de 1944                                  | —                                                                                        |
| 458    | Wilhelm Drewes                                                  | Heer         | Major                                                        | Comandante do I./Panzergrenadier-Regiment 13                                                                           | 20 de abril de 1944      | —                                                                     | —                                                                                        |
| 459    | Karl-Lothar Schulz                                              | Luftwaffe    | Oberst                                                       | Comandante do Fallschirmjäger-Regiment 1                                                                               | 20 de abril de 1944      | 112. Espadas 18 de novembro de 1944                                   |                                                                                          |
| 460    | Günther Schack                                                  | Luftwaffe    | Leutnant                                                     | Staffelkapitän do 9./Jagdgeschwader 51 "Mölders"                                                                       | 20 de abril de 1944      | —                                                                     | —                                                                                        |
| 461    | Otto Pollmann                                                   | Kriegsmarine | Oberleutnant zur See da reserva                              | Comandante do U-Jäger 2210                                                                                             | 25 de abril de 1944      | —                                                                     | —                                                                                        |
| 462    | Hans-Karl Stepp                                                 | Luftwaffe    | Oberstleutnant                                               | Geschwaderkommodore of Schlachtgeschwader 2 "Immelmann"                                                                | 27 de abril de 1944      | —                                                                     | —                                                                                        |
| 463    | Martin Möbus                                                    | Luftwaffe    | Major                                                        | Gruppenkommandeur do I./Schlachtgeschwader 5                                                                           | 27 de abril de 1944      | —                                                                     | —                                                                                        |
| 464    | Albin Wolf                                                      | Luftwaffe    | Leutnant                                                     | Piloto no 6./Jagdgeschwader 54                                                                                         | 27 de abril de 1944*     | Morto em combate no dia 2 de abril de 1944                            | —                                                                                        |
| 465    | Heinz Vinke                                                     | Luftwaffe    | Oberfeldwebel                                                | Piloto no 11./Nachtjagdgeschwader 1                                                                                    | 27 de abril de 1944*     | desaparecido 26 de fevereiro de 1944                                  | Ficheiro:Bundesarchiv Bild 101I-533-0006-14, Piloto mit Ritterkreuz und Schwimmweste.jpg |
| 466    | Karl Decker                                                     | Heer         | Generalmajor                                                 | Comandante da 5. Panzer-Division                                                                                       | 4 de maio de 1944        | (149) Espadas 26 de abril de 1945?                                    | —                                                                                        |
| 467    | Erich Lorenz                                                    | Heer         | Oberstleutnant da reserva                                    | Líder do Grenadier-Regiment 287                                                                                        | 4 de maio de 1944        | —                                                                     | —                                                                                        |
| 468    | Wilhelm Eggemann                                                | Heer         | Oberstleutnant                                               | Comandante do Grenadier-Regiment 209                                                                                   | 4 de maio de 1944        | —                                                                     | —                                                                                        |
| 469    | Theodor von Lücken                                              | Heer         | Hauptmann                                                    | Comandante do I./Grenadier-Regiment 686                                                                                | 7 de maio de 1944        | —                                                                     | —                                                                                        |
| 470    | Otto Deßloch                                                    | Luftwaffe    | Generaloberst                                                | Commander-in-chief do Luftflotte 4                                                                                     | 10 de maio de 1944       | —                                                                     | —                                                                                        |
| 471    | Leopold Münster                                                 | Luftwaffe    | Leutnant                                                     | Staffelkapitän do 4./Jagdgeschwader 3 "Udet"                                                                           | 12 de maio de 1944*      | Morto em combate 8 de maio de 1944                                    | —                                                                                        |
| 472    | Max Sachsenheimer                                               | Heer         | Major                                                        | Líder do Jäger-Regiment 75                                                                                             | 14 de maio de 1944       | 132nd Espadas 6 de fevereiro de 1945                                  | —                                                                                        |
| 473    | Martin Hrustak                                                  | Heer         | Oberfeldwebel                                                | Líder de Pelotão do 7./Grenadier-Regiment 162                                                                          | 14 de maio de 1944       | —                                                                     | —                                                                                        |
| 474    | Johann Schwerdfeger                                             | Heer         | Oberfeldwebel                                                | Líder de Pelotão do 1./Jäger-Regiment 228                                                                              | 14 de maio de 1944       | —                                                                     | —                                                                                        |
| 475    | Emil Vogel                                                      | Heer         | Generalleutnant                                              | Comandante da 101. Jäger Division                                                                                      | 14 de maio de 1944       | —                                                                     | —                                                                                        |
| 476    | Rudolf Freiherr von Waldenfels                                  | Heer         | Generalmajor                                                 | Comandante da 6. Panzer-Division                                                                                       | 14 de maio de 1944       | —                                                                     | —                                                                                        |
| 477    | Fritz Müller                                                    | Heer         | Oberst                                                       | Comandante do Grenadier-Regiment 208                                                                                   | 14 de maio de 1944       | —                                                                     | —                                                                                        |
| 478    | Kilian Weimer                                                   | Heer         | Major                                                        | Comandante do Luftwaffen-Jäger-Regiment 25                                                                             | 14 de maio de 1944       | —                                                                     | —                                                                                        |
| 479    | Walter Schmidt                                                  | Waffen-SS    | SS-Hauptsturmführer                                          | Comandante do II./SS-Panzergrenadier-Regiment "Westland"                                                               | 14 de maio de 1944       | —                                                                     | —                                                                                        |
| 480    | Karl Ullrich                                                    | Waffen-SS    | SS-Obersturmbannführer                                       | Comandante do SS-Panzergrenadier-Regiment 6 "Theodor Eicke"                                                            | 14 de maio de 1944       | —                                                                     | —                                                                                        |
| 481    | Karl Henze                                                      | Luftwaffe    | Major                                                        | Gruppenkommandeur do I./Schlachtgeschwader 77                                                                          | 20 de maio de 1944       | —                                                                     | —                                                                                        |
| 482    | Willy Marienfeld                                                | Heer         | Major da reserva                                             | Comandante do Infanterie-Regiment 123                                                                                  | 25 de maio de 1944       | —                                                                     | —                                                                                        |
| 483    | Ferdinand Wegerer                                               | Heer         | Feldwebel                                                    | Líder de pelotão no 1./Panzergrenadier-Regiment 10                                                                     | 4 de junho de 1944       | —                                                                     | —                                                                                        |
| 484    | Wolf Hagemann                                                   | Heer         | Generalmajor                                                 | Comandante do 336. Infanterie-Division                                                                                 | 4 de junho de 1944       | —                                                                     | —                                                                                        |
| 485    | Hans Strippel                                                   | Heer         | Oberfeldwebel                                                | Líder de pelotão no 4./Panzer-Regiment 1                                                                               | 4 de junho de 1944       | —                                                                     | —                                                                                        |
| 486    | Friedrich Hochbaum                                              | Heer         | Generalleutnant                                              | Comandante da 34. Infanterie-Division                                                                                  | 4 de junho de 1944       | —                                                                     | —                                                                                        |
| 487    | Ernst-Eberhard Hell                                             | Heer         | General der Artillerie                                       | Comandante geral do VII. Armeekorps                                                                                    | 4 de junho de 1944       | —                                                                     | —                                                                                        |
| 488    | Alfons Hitter                                                   | Heer         | Generalleutnant                                              | Comandante da 206. Infanterie-Division                                                                                 | 4 de junho de 1944       | —                                                                     | —                                                                                        |
| 489    | Wolfgang Pickert                                                | Luftwaffe    | Generalleutnant                                              | Comandante geral do III. Flak-Korps                                                                                    | 5 de junho de 1944       | —                                                                     | —                                                                                        |
| 490    | Gottfried Weber                                                 | Luftwaffe    | Generalmajor                                                 | Comandante do 12. Luftwaffen-Feld-Division                                                                             | 9 de junho de 1944       | —                                                                     | —                                                                                        |
| 491    | Horst Niederländer                                              | Heer         | Oberstleutnant                                               | Comandante do Divisions-Füsilier-Bataillon 336                                                                         | 9 de junho de 1944*      | Morreu devido à ferimentos24 de abril de 1944                         | —                                                                                        |
| 492    | Georg Bonk                                                      | Heer         | Feldwebel                                                    | Líder de pelotão no 6./Grenadier-Regiment 365                                                                          | 9 de junho de 1944       | —                                                                     | —                                                                                        |
| 493    | Hubert Pilarski                                                 | Heer         | Oberfeldwebel                                                | Líder de pelotão no 8./Grenadier-Regiment 948                                                                          | 9 de junho de 1944       | —                                                                     | —                                                                                        |
| 494    | Ernst-Wilhelm Hoffmann                                          | Heer         | Oberstleutnant                                               | Comandante do Panzergrenadier-Regiment 12                                                                              | 9 de junho de 1944       | —                                                                     | —                                                                                        |
| 495    | Konrad Zeller                                                   | Heer         | Hauptmann da reserva                                         | Comandante do III./Grenadier-Regiment 380                                                                              | 9 de junho de 1944       | —                                                                     | —                                                                                        |
| 496    | Joachim Domaschk                                                | Heer         | Major                                                        | Comandante do I./Panzergrenadier-Regiment 103                                                                          | 11 de junho de 1944      | —                                                                     | —                                                                                        |
| 497    | Emil Kaminsky                                                   | Heer         | Oberfeldwebel                                                | Orderly officer do I./Grenadier-Regiment 446                                                                           | 12 de junho de 1944      | —                                                                     | —                                                                                        |
| 498    | Edwin Stolz                                                     | Heer         | Leutnant da reserva                                          | Líder do 14./Grenadier-Regiment 353                                                                                    | 12 de junho de 1944*     | Morreu devido à ferimentos17 de maio de 1944                          | —                                                                                        |
| 499    | Rudolf Petersen                                                 | Kriegsmarine | Kapitän zur See                                              | Líder do Schnellboote                                                                                                  | 13 de junho de 1944      | —                                                                     | —                                                                                        |
| 500    | Götz Freiherr von Mirbach                                       | Kriegsmarine | Kapitänleutnant                                              | Chief do 9. Schnellbootflottille                                                                                       | 14 de junho de 1944      | —                                                                     | —                                                                                        |
| 501    | Diddo Diddens                                                   | Heer         | Oberleutnant da reserva                                      | Chief do 1./Sturmgeschütz-Brigade "Großdeutschland"                                                                    | 15 de junho de 1944      | —                                                                     | —                                                                                        |
| 502    | Ernst Sieler                                                    | Heer         | Generalleutnant                                              | Comandante do 304. Infanterie-Division                                                                                 | 24 de junho de 1944      | —                                                                     | —                                                                                        |
| 503    | Erich Marcks                                                    | Heer         | General der Artillerie                                       | Comandante geral do LXXXIV. Armeekorps                                                                                 | 24 de junho de 1944*     | Morto em combate 12 de junho de 1944                                  | —                                                                                        |
| 504    | Albert Brux                                                     | Heer         | Oberst                                                       | Comandante do Panzergrenadier-Regiment 40                                                                              | 24 de junho de 1944      | —                                                                     | —                                                                                        |
| 505    | Horst Kaubisch                                                  | Luftwaffe    | Major                                                        | Gruppenkommandeur do I./Schlachtgeschwader 1                                                                           | 24 de junho de 1944      | —                                                                     | —                                                                                        |
| 506    | Hendrik Stahl                                                   | Luftwaffe    | Oberleutnant                                                 | Staffelkapitän do 8./Schlachtgeschwader 2 "Immelmann"                                                                  | 24 de junho de 1944      | —                                                                     | —                                                                                        |
| 507    | Heinz-Wolfgang Schnaufer                                        | Luftwaffe    | Hauptmann                                                    | Gruppenkommandeur do IV./Nachtjagdgeschwader 1                                                                         | 24 de junho de 1944      | 84. Espadas 30 de julho de 1944 21. Diamantes 16 de outubro de 1944   | —                                                                                        |
| 508    | Adolf Glunz                                                     | Luftwaffe    | Leutnant                                                     | Piloto no 6./Jagdgeschwader 26 "Schlageter"                                                                            | 24 de junho de 1944      | —                                                                     | —                                                                                        |
| 509    | Eduard Skrzipek                                                 | Luftwaffe    | Hauptmann                                                    | Staffelkapitän do 14.(Eis.)/Kampfgeschwader 27 "Boelcke"                                                               | 24 de junho de 1944      | —                                                                     | —                                                                                        |
| 510    | Reinhard Egger                                                  | Luftwaffe    | Oberstleutnant                                               | Líder do Fallschirmjäger-Regiment 4                                                                                    | 24 de junho de 1944      | —                                                                     |                                                                                          |
| 511    | Josef-August Fitz                                               | Heer         | Major                                                        | Comandante do I./Fallschirm-Panzergrenadier-Regiment 1 "Hermann Göring"                                                | 24 de junho de 1944      | —                                                                     | —                                                                                        |
| 512    | Herbert Huppertz                                                | Luftwaffe    | Hauptmann                                                    | Gruppenkommandeur do III./Jagdgeschwader 2 "Richthofen"                                                                | 24 de junho de 1944*     | Morto em combate 8 de junho de 1944                                   | —                                                                                        |
| 513    | Clemens-Heinrich Graf von Kageneck                              | Heer         | Hauptmann                                                    | Comandante do schwere Panzer-Abteilung 503                                                                             | 26 de junho de 1944      | —                                                                     | —                                                                                        |
| 514    | Werner Kolb                                                     | Heer         | Oberst da reserva                                            | Comandante do Grenadier-Regiment 36                                                                                    | 26 de junho de 1944      | —                                                                     | —                                                                                        |
| 515    | Martin Unrein                                                   | Heer         | Generalmajor                                                 | Comandante da 14. Panzer-Division                                                                                      | 26 de junho de 1944      | —                                                                     | —                                                                                        |
| 516    | Erich Abraham                                                   | Heer         | Generalleutnant                                              | Comandante da 76. Infanterie-Division                                                                                  | 26 de junho de 1944      | —                                                                     | —                                                                                        |
| 517    | Fritz-Hubert Gräser                                             | Heer         | Generalleutnant                                              | Comandante do 3. Panzergrenadier-Division                                                                              | 26 de junho de 1944      | (154.) Espadas 8 de maio de 1945?                                     | —                                                                                        |
| 518    | Friedrich Dollmann                                              | Heer         | Generaloberst                                                | Commander-in-chief do 7. Armee                                                                                         | 1 de julho de 1944*      | Committed suicide 29 de junho de 1944                                 |                                                                                          |
| 519    | Gerd von Rundstedt                                              | Heer         | Generalfeldmarschall                                         | Oberbefehlshaber West                                                                                                  | 1 de julho de 1944       | 133rd Espadas 18 de fevereiro de 1945                                 |                                                                                          |
| 520    | Hermann Wulf                                                    | Heer         | Major                                                        | Comandante do III./Grenadier-Regiment 76 (motorizado)                                                                  | 3 de julho de 1944       | —                                                                     | —                                                                                        |
| 521    | Erich Buschenhagen                                              | Heer         | General der Infanterie                                       | Comandante geral do LII. Armeekorps                                                                                    | 4 de julho de 1944       | —                                                                     | —                                                                                        |
| 522    | Heinz-Otto Fabian                                               | Heer         | Hauptmann                                                    | Comandante do II./Grenadier-Regiment 361 (motorizado)                                                                  | 9 de julho de 1944       | —                                                                     | —                                                                                        |
| 523    | Karl Palmgreen                                                  | Kriegsmarine | Korvettenkapitän z.V. (z.V.—zur Verfügung; à disposição)     | Chief do 38. Minensuchflottille                                                                                        | 11 de julho de 1944      | —                                                                     | —                                                                                        |
| 524    | Heinrich Hoffmann                                               | Kriegsmarine | Korvettenkapitän                                             | Chief do 5. Torpedobootflottille                                                                                       | 11 de julho de 1944      | —                                                                     | —                                                                                        |
| 525    | Heinz-Georg Lemm                                                | Heer         | Major                                                        | Comandante do I./Füsilier-Regiment 27                                                                                  | 11 de julho de 1944      | 137. Espadas 15 de março de 1945                                      | —                                                                                        |
| 526    | Wilhelm Batz                                                    | Luftwaffe    | Hauptmann                                                    | Gruppenkommandeur do III./Jagdgeschwader 52                                                                            | 20 de julho de 1944      | (145th) Espadas 21 de abril de 1945                                   | —                                                                                        |
| 527    | Willy Kientsch                                                  | Luftwaffe    | Oberleutnant                                                 | Staffelkapitän do 6./Jagdgeschwader 27                                                                                 | 20 de julho de 1944*     | Morto em combate 29 de janeiro de 1944                                | —                                                                                        |
| 528    | Heinz Strüning                                                  | Luftwaffe    | Hauptmann da reserva                                         | Staffelkapitän do 3./Nachtjagdgeschwader 1                                                                             | 20 de julho de 1944      | —                                                                     |                                                                                          |
| 529    | Karl-Heinz Weber                                                | Luftwaffe    | Hauptmann                                                    | Staffelkapitän do 7./Jagdgeschwader 51 "Mölders"                                                                       | 20 de julho de 1944*     | desaparecido 7 de junho de 1944                                       | —                                                                                        |
| 530    | Otto Weßling                                                    | Luftwaffe    | Oberleutnant                                                 | Staffelkapitän do 11./Jagdgeschwader 3 "Udet"                                                                          | 20 de julho de 1944*     | Morto em combate 19 de abril de 1944                                  | —                                                                                        |
| 531    | Rudolf Frank                                                    | Luftwaffe    | Oberfeldwebel                                                | Piloto no 2./Nachtjagdgeschwader 3                                                                                     | 20 de julho de 1944*     | Morto em combate 26 de abril de 1944                                  | —                                                                                        |
| 532    | Herbert Lamprecht                                               | Luftwaffe    | Hauptmann                                                    | Comandante do leichte Flak-Abteilung 76                                                                                | 25 de julho de 1944      | —                                                                     | —                                                                                        |
| 533    | Wilhelm von Salisch                                             | Heer         | Major                                                        | Líder do Jäger-Regiment 49                                                                                             | 27 de julho de 1944      | —                                                                     | —                                                                                        |
| 534    | Gerhard Kruse                                                   | Heer         | Hauptmann da reserva                                         | Líder do II./Grenadier-Regiment 48                                                                                     | 27 de julho de 1944      | —                                                                     | —                                                                                        |
| 535    | Otto Carius                                                     | Heer         | Leutnant da reserva                                          | Líder do 2./schwere Panzer-Abteilung 502                                                                               | 27 de julho de 1944      | —                                                                     |                                                                                          |
| 536    | Hermann von Oppeln-Bronikowski                                  | Heer         | Oberst                                                       | Comandante do Panzer-Regiment 22                                                                                       | 28 de julho de 1944      | 142nd Espadas 17 de abril de 1945                                     |                                                                                          |
| 537    | Rudolf Demme                                                    | Heer         | Oberst                                                       | Comandante do Panzergrenadier-Regiment 59                                                                              | 28 de julho de 1944      | —                                                                     | —                                                                                        |
| 538    | Paul Schulze                                                    | Heer         | Major                                                        | Comandante do Panzer-Abteilung 21                                                                                      | 28 de julho de 1944      | —                                                                     | —                                                                                        |
| 539    | Kurt von Tippelskirch                                           | Heer         | General der Infanterie                                       | commander-in-chief do 4. Armee                                                                                         | 30 de julho de 1944      | —                                                                     | —                                                                                        |
| 540    | Hubert Mickley                                                  | Heer         | Hauptmann                                                    | Comandante do I./Grenadier-Regiment 4                                                                                  | 4 de agosto de 1944      | —                                                                     | —                                                                                        |
| 541    | Willy Wesche                                                    | Heer         | Oberst                                                       | Comandante do Grenadier-Regiment 427                                                                                   | 6 de agosto de 1944*     | Morto em combate 27 de junho de 1944                                  | —                                                                                        |
| 542    | Carl Hilpert                                                    | Heer         | General der Infanterie                                       | Comandante geral do I. Armeekorps                                                                                      | 8 de agosto de 1944      | —                                                                     | —                                                                                        |
| 543    | Heinrich Nickel                                                 | Heer         | Generalmajor                                                 | Comandante do 342. Infanterie-Division                                                                                 | 8 de agosto de 1944      | —                                                                     | —                                                                                        |
| 544    | Curt Schille                                                    | Heer         | Major                                                        | Comandante do Pionier-Bataillon 24                                                                                     | 8 de agosto de 1944      | —                                                                     | —                                                                                        |
| 545    | Martin Strahammer                                               | Heer         | Oberst                                                       | Comandante do Grenadier-Regiment 146                                                                                   | 11 de agosto de 1944     | —                                                                     | —                                                                                        |
| 546    | Karl Kloskowski                                                 | Waffen-SS    | SS-Obersturmführer                                           | Líder do 7./SS-Panzer-Regiment 2 "Das Reich"                                                                           | 11 de agosto de 1944     | —                                                                     |                                                                                          |
| 547    | Gerhard Simons                                                  | Heer         | Oberleutnant da reserva                                      | Líder do Stabs-Batterie/Artillerie-Regiment 240 e Regiments-Nachrichtenoffizier                                        | 11 de agosto de 1944     | —                                                                     | —                                                                                        |
| 548    | Max Wünsche                                                     | Waffen-SS    | SS-Obersturmbannführer                                       | Comandante do SS-Panzer-Regiment 12 "Hitlerjugend"                                                                     | 11 de agosto de 1944     | —                                                                     |                                                                                          |
| 549    | Dietrich Kraiß                                                  | Heer         | Generalleutnant                                              | Comandante da 352. Infanterie-Division                                                                                 | 11 de agosto de 1944*    | Morto em combate 2 de agosto de 1944                                  |                                                                                          |
| 550    | Rudolf Bacherer                                                 | Heer         | Oberst da reserva                                            | Comandante do Grenadier-Regiment 1049                                                                                  | 11 de agosto de 1944     | —                                                                     | —                                                                                        |
| 551    | Andreas von Aulock                                              | Heer         | Oberst                                                       | Comandante do fortress "Saint-Malo"                                                                                    | 16 de agosto de 1944     | —                                                                     | —                                                                                        |
| 552    | Hermann Siggel                                                  | Heer         | Oberstleutnant                                               | Comandante do Grenadier-Regiment 172                                                                                   | 16 de agosto de 1944     | —                                                                     | —                                                                                        |
| 553    | Gerhard Pick                                                    | Heer         | Major                                                        | Comandante do Grenadier-Regiment 577                                                                                   | 19 de agosto de 1944     | —                                                                     | —                                                                                        |
| 554    | Heinz Macher                                                    | Waffen-SS    | SS-Obersturmführer                                           | Chief do 16.(Pi)/SS-Panzergrenadier-Regiment 3 "Deutschland"                                                           | 19 de agosto de 1944     | —                                                                     | —                                                                                        |
| 555    | Hinrich Warrelmann                                              | Heer         | Oberst                                                       | Comandante do Grenadier-Regiment 502                                                                                   | 19 de agosto de 1944     | —                                                                     | —                                                                                        |
| 556    | Rudolf Wulf                                                     | Heer         | Oberst                                                       | Comandante do Grenadier-Regiment 422                                                                                   | 19 de agosto de 1944     | —                                                                     | —                                                                                        |
| 557    | Werner Schulze                                                  | Heer         | Oberst da reserva                                            | Comandante do Grenadier-Regiment 551                                                                                   | 23 de agosto de 1944     | —                                                                     | —                                                                                        |
| 558    | Walter Melzer                                                   | Heer         | Generalleutnant                                              | Comandante do 252. Infanterie-Division                                                                                 | 23 de agosto de 1944     | —                                                                     | —                                                                                        |
| 559    | Bruno Hinz                                                      | Waffen-SS    | SS-Obersturmführer                                           | Chief do 2./SS-Panzergrenadier-Regiment 38 "Götz von Berlichingen" e Líder do a Kampfgruppe                            | 23 de agosto de 1944     | —                                                                     | —                                                                                        |
| 560    | Hellmuth Mäder                                                  | Heer         | Oberst                                                       | Líder do Lehr-Brigade Nord do Heeresgruppe Nord e Comandante de Schaulen                                               | 27 de agosto de 1944     | 143. Espadas 18 de abril de 1945                                      | —                                                                                        |
| 561    | Rudolf Holste                                                   | Heer         | Oberst                                                       | Líder do 4. Kavallerie-Brigade                                                                                         | 27 de agosto de 1944     | —                                                                     | —                                                                                        |
| 562    | Kurt Pflugbeil                                                  | Luftwaffe    | General der Flieger                                          | Commander-in-chief of Luftflotte 1                                                                                     | 27 de agosto de 1944     | —                                                                     | —                                                                                        |
| 563    | Wilhelm Bittrich                                                | Waffen-SS    | SS-Obergruppenführer e General do Waffen-SS                  | Comandante geral do II. SS-Panzerkorps                                                                                 | 28 de agosto de 1944     | (153.) Espadas 6 de maio de 1945?                                     |                                                                                          |
| 564    | Eugen Meindl                                                    | Luftwaffe    | General der Fallschirmtruppe                                 | Comandante geral do II. Fallschirmkorps                                                                                | 31 de agosto de 1944     | (155.) Espadas 8 de maio de 1945?                                     |                                                                                          |
| 565    | Hermann Flörke                                                  | Heer         | Generalleutnant                                              | Comandante da 14. Infanterie-Division                                                                                  | 2 de setembro de 1944    | —                                                                     | —                                                                                        |
| 566    | Martin Bieber                                                   | Heer         | Oberst                                                       | Líder do Divisiongruppe 86                                                                                             | 2 de setembro de 1944    | —                                                                     | —                                                                                        |
| 567    | Hermann Klein                                                   | Heer         | Hauptmann da reserva                                         | Regiment Adjutant do Grenadier-Regiment 551                                                                            | 2 de setembro de 1944*   | Morto em combate 18 de agosto de 1944                                 | —                                                                                        |
| 568    | Jakob Gansmeier                                                 | Heer         | Major da reserva                                             | Comandante do Divisions-Füsilier-Bataillon 212                                                                         | 2 de setembro de 1944*   | Morto em combate 8 de agosto de 1944                                  | —                                                                                        |
| 569    | Walter Misera                                                   | Heer         | Major                                                        | Líder do Divisionsgruppe 95                                                                                            | 2 de setembro de 1944    | —                                                                     | —                                                                                        |
| 570    | Friedrich-Wilhelm Bock                                          | Waffen-SS    | SS-Oberführer                                                | Comandante da 9. SS-Panzer-Division "Hohenstaufen"                                                                     | 2 de setembro de 1944    | —                                                                     | —                                                                                        |
| 571    | Heinrich Freiherr von Lüttwitz                                  | Heer         | Generalleutnant                                              | Comandante da 2. Panzer-Division                                                                                       | 3 de setembro de 1944    | (157.) Espadas 9 de maio de 1945?                                     | —                                                                                        |
| 572    | Heinz Greiner                                                   | Heer         | Generalleutnant                                              | Comandante da 362. Infanterie-Division                                                                                 | 5 de setembro de 1944    | —                                                                     | —                                                                                        |
| 573    | Christian Sonntag                                               | Heer         | Oberstleutnant                                               | Comandante do Grenadier-Regiment 248                                                                                   | 5 de setembro de 1944    | —                                                                     | —                                                                                        |
| 574    | Hellmuth Pfeifer                                                | Heer         | Generalleutnant                                              | Comandante da 65. Infanterie-Division                                                                                  | 5 de setembro de 1944    | —                                                                     | —                                                                                        |
| 575    | Dr.-Ing. Rudolf Flinzer                                         | Heer         | Oberst da reserva                                            | Comandante do Grenadier-Regiment 317                                                                                   | 5 de setembro de 1944    | —                                                                     | —                                                                                        |
| 576    | Walter Neitzel                                                  | Heer         | Major                                                        | Comandante do I./Grenadier-Regiment 409                                                                                | 5 de setembro de 1944*   | Morreu devido à ferimentos2 de setembro de 1944                       | —                                                                                        |
| 577    | Richard Seuss                                                   | Kriegsmarine | Oberleutnant (Marine Artillerie—artilharia naval) da reserva | Chief do naval battery "Ile de Cécembre"/Marine-Artillery-Abteilung 608                                                | 2 de setembro de 1944    | —                                                                     | —                                                                                        |
| 578    | Otto Lasch                                                      | Heer         | Generalleutnant                                              | Comandante da 349. Infanterie-Division                                                                                 | 10 de setembro de 1944   | —                                                                     | —                                                                                        |
| 579    | Alois Weber                                                     | Heer         | Oberst                                                       | Comandante do Grenadier-Regiment 61                                                                                    | 10 de setembro de 1944   | —                                                                     | —                                                                                        |
| 580    | Gerhard Lindemann                                               | Heer         | Generalmajor                                                 | Líder da 361. Infanterie-Division                                                                                      | 10 de setembro de 1944   | —                                                                     | —                                                                                        |
| 581    | Johannes Bölter                                                 | Heer         | Leutnant                                                     | Líder do 1./schwere Panzer-Abteilung 502                                                                               | 10 de setembro de 1944   | —                                                                     | —                                                                                        |
| 582    | Gustav Reimar                                                   | Heer         | Hauptmann                                                    | Comandante do Feldersatz-Bataillon 76                                                                                  | 10 de setembro de 1944   | —                                                                     | —                                                                                        |
| 583    | Otto Kähler                                                     | Kriegsmarine | Konteradmiral                                                | Comandante naval da britânia e Comandante da fortaleza de Brest                                                        | 15 de setembro de 1944   | —                                                                     | —                                                                                        |
| 584    | Erich Pietzonka                                                 | Luftwaffe    | Oberst                                                       | Comandante do Fallschirmjäger-Regiment 7                                                                               | 16 de setembro de 1944   | —                                                                     |                                                                                          |
| 585    | Walter Gericke                                                  | Luftwaffe    | Major                                                        | Comandante do Fallschirmjäger-Regiment 11                                                                              | 17 de setembro de 1944   | —                                                                     |                                                                                          |
| 586    | Heinrich Trettner                                               | Luftwaffe    | Generalmajor                                                 | Comandante da 4. FallschirmJäger Division                                                                              | 17 de setembro de 1944   | —                                                                     |                                                                                          |
| 587    | Hans Thurner                                                    | Luftwaffe    | Hauptmann                                                    | Gruppenkommandeur do I./Kampfgeschwader 6                                                                              | 17 de setembro de 1944*  | Morto em combate 11 de junho de 1944                                  | —                                                                                        |
| 588    | Paul Zorner                                                     | Luftwaffe    | Hauptmann                                                    | Gruppenkommandeur do III./Nachtjagdgeschwader 5                                                                        | 17 de setembro de 1944   | —                                                                     | —                                                                                        |
| 589    | Hans von der Mosel                                              | Heer         | Generalmajor                                                 | Chief of staff do fortress Brest (France)                                                                              | 18 de setembro de 1944   | —                                                                     | —                                                                                        |
| 590    | Rudolf Haen                                                     | Heer         | Major                                                        | Comandante do Panzer-Abteilung 103                                                                                     | 21 de setembro de 1944   | —                                                                     | —                                                                                        |
| 591    | Helmut Scholz                                                   | Waffen-SS    | SS-Obersturmführer                                           | Líder do II./SS-Freiwilligen Panzergrenadier-Regiment 49 "De Ruyter" (niederl. Nr. 2)                                  | 21 de setembro de 1944   | —                                                                     | —                                                                                        |
| 592    | Otto Schury                                                     | Heer         | Oberst                                                       | Comandante do Jäger-Regiment 229                                                                                       | 21 de setembro de 1944   | —                                                                     | —                                                                                        |
| 593    | Werner Marcks                                                   | Heer         | Generalmajor                                                 | Comandante da 1. Panzer-Division                                                                                       | 21 de setembro de 1944   | —                                                                     | —                                                                                        |
| 594    | Ehrenfried-Oskar Boege                                          | Heer         | General der Infanterie                                       | Comandante geral do XXXXIII. Armeekorps                                                                                | 21 de setembro de 1944   | —                                                                     | —                                                                                        |
| 595    | Hellmuth Becker                                                 | Waffen-SS    | SS-Oberführer                                                | Comandante da 3. SS-Panzer-Division "Totenkopf"                                                                        | 21 de setembro de 1944   | —                                                                     | —                                                                                        |
| 596    | Johannes Mühlenkamp                                             | Waffen-SS    | SS-Standartenführer                                          | Líder da 5. SS-Panzer-Division "Wiking"                                                                                | 21 de setembro de 1944   | —                                                                     | —                                                                                        |
| 597    | Friedrich-August Schack                                         | Heer         | Generalleutnant                                              | Comandante da 272. Infanterie-Division                                                                                 | 21 de setembro de 1944   | —                                                                     |                                                                                          |
| 598    | Ernst König                                                     | Heer         | Oberst                                                       | Comandante do Grenadier-Regiment 12                                                                                    | 21 de setembro de 1944   | —                                                                     | —                                                                                        |
| 599    | Ernst Philipp                                                   | Heer         | Major                                                        | Panzer officer do Stab AOK 8 (8. Armee)                                                                                | 30 de setembro de 1944   | —                                                                     | —                                                                                        |
| 600    | Wolfgang Kretzschmar                                            | Heer         | Oberstleutnant                                               | Comandante do Jäger-Regiment 24 (L)                                                                                    | 30 de setembro de 1944   | 121st Espadas 12 de janeiro de 1945                                   | —                                                                                        |
| 601    | Otto Meyer                                                      | Waffen-SS    | SS-Obersturmbannführer                                       | Comandante do SS-Panzer-Regiment 9 "Hohenstaufen"                                                                      | 30 de setembro de 1944*  | Morto em combate 24 de agosto de 1944                                 |                                                                                          |
| 602    | Hermann Scharnagel                                              | Heer         | Major                                                        | Comandante do Pionier-Bataillon 173                                                                                    | 30 de setembro de 1944*  | Morto em combate 8 de abril de 1944                                   | —                                                                                        |
| 603    | Konrad Sauer                                                    | Heer         | Leutnant da reserva                                          | Líder do 1./Sturmgeschütz-Brigade 393                                                                                  | 30 de setembro de 1944   | —                                                                     | —                                                                                        |
| 604    | Jörg Burg                                                       | Heer         | Oberleutnant da reserva                                      | Chief do 7./Panzer-Regiment "Großdeutschland"                                                                          | 4 de outubro de 1944*    | Morreu devido à ferimentos21 de agosto de 1944                        | —                                                                                        |
| 605    | Gerhard Behnke                                                  | Heer         | Major                                                        | Comandante do Sturmgeschütz-Brigade 322                                                                                | 4 de outubro de 1944     | —                                                                     | —                                                                                        |
| 606    | Gerhard Kunert                                                  | Heer         | Unteroffizier                                                | Líder de Grupo no 6./Panzergrenadier-Regiment 33                                                                       | 4 de outubro de 1944*    | Morto em combate 31 de agosto de 1944                                 | —                                                                                        |
| 607    | Wilhelm Kohler                                                  | Heer         | Hauptmann                                                    | Orderly officer e Líder do a Kampfgruppe do 9. Panzer-Division                                                         | 4 de outubro de 1944     | —                                                                     | —                                                                                        |
| 608    | Heinz Reinefarth                                                | Waffen-SS    | SS-Gruppenführer e Generalleutnant do Police                 | Comandante do a Kampfgruppe do Korpsgruppe von dem Bach                                                                | 30 de setembro de 1944   | —                                                                     |                                                                                          |
| 609    | Erich Straube                                                   | Heer         | General der Infanterie                                       | Comandante do LXXIV. Armeekorps                                                                                        | 30 de setembro de 1944   | —                                                                     | —                                                                                        |
| 610    | Georg Graf von Rittberg                                         | Heer         | Generalmajor                                                 | Comandante da 88. Infanterie-Division                                                                                  | 10 de outubro de 1944    | —                                                                     | —                                                                                        |
| 611    | Mortimer von Kessel                                             | Heer         | Generalleutnant                                              | Comandante da 20. Panzer-Division                                                                                      | 16 de outubro de 1944    | —                                                                     | —                                                                                        |
| 612    | Willi Koch                                                      | Heer         | Oberfeldwebel                                                | Líder do 6./Grenadier-Regiment 32                                                                                      | 16 de outubro de 1944    | —                                                                     |                                                                                          |
| 613    | Friedrich Strohm                                                | Heer         | Oberstleutnant                                               | Comandante do Grenadier-Regiment 470                                                                                   | 18 de outubro de 1944*   | Morreu devido à ferimentos24 de setembro de 1944                      | —                                                                                        |
| 614    | Theodor Krancke                                                 | Kriegsmarine | Admiral                                                      | Commander-in-chief of Navy Group Command West                                                                          | 18 de outubro de 1944    | —                                                                     | —                                                                                        |
| 615    | Georg Jakob                                                     | Luftwaffe    | Major                                                        | Geschwaderkommodore of Schlachtgeschwader 10                                                                           | 30 de setembro de 1944   | —                                                                     | —                                                                                        |
| 616    | Walter Schuck                                                   | Luftwaffe    | Leutnant                                                     | Piloto no 9./Jagdgeschwader 5                                                                                          | 30 de setembro de 1944   | —                                                                     | —                                                                                        |
| 617    | Dr. jur. Dr. rer. pol. Friedrich-August Freiherr von der Heydte | Luftwaffe    | Oberstleutnant                                               | Comandante do Fallschirmjäger-Regiment 6                                                                               | 30 de setembro de 1944   | —                                                                     |                                                                                          |
| 618    | Herbert Bauer                                                   | Luftwaffe    | Hauptmann                                                    | Gruppenkommandeur do I./Schlachtgeschwader 2 "Immelmann"                                                               | 30 de setembro de 1944   | —                                                                     | —                                                                                        |
| 619    | Franz Kieslich                                                  | Luftwaffe    | Hauptmann                                                    | Gruppenkommandeur do III./Schlachtgeschwader 77                                                                        | 10 de outubro de 1944    | —                                                                     | —                                                                                        |
| 620    | Diether Lukesch                                                 | Luftwaffe    | Hauptmann                                                    | Staffelkapitän do 9./Kampfgeschwader 76                                                                                | 10 de outubro de 1944    | —                                                                     | —                                                                                        |
| 621    | Wilhelm Bleckwenn                                               | Heer         | Oberst                                                       | Comandante do Grenadier-Regiment 487                                                                                   | 18 de outubro de 1944    | —                                                                     | —                                                                                        |
| 622    | Arthur Jüttner                                                  | Heer         | Oberst                                                       | Comandante do Grenadier-Regiment 532                                                                                   | 18 de outubro de 1944    | 141st Espadas 5 de abril de 1945                                      | —                                                                                        |
| 623    | Johann-Georg Richert                                            | Heer         | Generalleutnant                                              | Comandante da 35. Infanterie-Division                                                                                  | 18 de outubro de 1944    | —                                                                     | —                                                                                        |
| 624    | Werner Gust                                                     | Heer         | Major                                                        | Líder do Grenadier-Regiment 405                                                                                        | 18 de outubro de 1944    | —                                                                     | —                                                                                        |
| 625    | Othmar Kreuzinger                                               | Heer         | Oberleutnant da reserva                                      | Chief do 4./Panzer-Aufklärungs-Abteilung 19                                                                            | 18 de outubro de 1944*   | Morto em combate 3 de setembro de 1944                                | —                                                                                        |
| 626    | Franz Weller                                                    | Heer         | Oberst                                                       | Comandante do Jäger-Regiment 54                                                                                        | 23 de outubro de 1944    | —                                                                     | —                                                                                        |
| 627    | Karl Thieme                                                     | Heer         | Major                                                        | Líder do Panzergrenadier-Regiment 111                                                                                  | 23 de outubro de 1944    | (156.) Espadas 9 de maio de 1945?                                     | —                                                                                        |
| 628    | Hans-Christian Stock                                            | Heer         | Hauptmann                                                    | Chief do 2./Panzer-Jagd-Abteilung 152                                                                                  | 23 de outubro de 1944    | —                                                                     | —                                                                                        |
| 629    | Gustav Schubert                                                 | Luftwaffe    | Oberleutnant                                                 | Piloto no 9./Schlachtgeschwader 1                                                                                      | 24 de outubro de 1944    | —                                                                     | —                                                                                        |
| 630    | Johann Schalanda                                                | Luftwaffe    | Oberleutnant                                                 | Staffelkapitän do 3./Schlachtgeschwader 1                                                                              | 24 de outubro de 1944    | —                                                                     | —                                                                                        |
| 631    | Helmut Leicht                                                   | Luftwaffe    | Major                                                        | Gruppenkommandeur do III./Schlachtgeschwader 10                                                                        | 24 de outubro de 1944*   | Morto em combate 26 de junho de 1944                                  | —                                                                                        |
| 632    | Günther Tonne                                                   | Luftwaffe    | Major                                                        | Geschwaderkommodore of Schnellkampfgeschwader 10                                                                       | 24 de outubro de 1944*   | Killed in flying accident 15 de julho de 1943                         | —                                                                                        |
| 633    | Benno Reuter                                                    | Heer         | Stabsfeldwebel                                               | Líder do 6./Jäger-Regiment 49                                                                                          | 28 de outubro de 1944    | —                                                                     | —                                                                                        |
| 634    | Paul Ecker                                                      | Heer         | Major                                                        | Comandante do I./Panzergrenadier-Regiment 9                                                                            | 28 de outubro de 1944    | —                                                                     | —                                                                                        |
| 635    | Paul Freiherr von Hauser                                        | Heer         | Oberstleutnant                                               | Comandante do Panzergrenadier-Lehr-Regiment 901                                                                        | 28 de outubro de 1944    | —                                                                     | —                                                                                        |
| 636    | Fritz-Rudolf Schultz                                            | Heer         | Major da reserva                                             | Líder do Panzer-Regiment 35                                                                                            | 28 de outubro de 1944    | —                                                                     | —                                                                                        |
| 637    | Heinrich Busse                                                  | Heer         | Oberstleutnant                                               | Comandante do Grenadier-Regiment 203                                                                                   | 28 de outubro de 1944    | —                                                                     | —                                                                                        |
| 638    | Eduard Brunner                                                  | Heer         | Hauptmann                                                    | Comandante do I./Grenadier-Regiment 62                                                                                 | 28 de outubro de 1944    | —                                                                     | —                                                                                        |
| 639    | Max Simon                                                       | Waffen-SS    | SS-Gruppenführer e Generalleutnant do Waffen-SS              | Comandante da 16. SS-Panzergrenadier-Division Reichsführer-SS                                                          | 28 de outubro de 1944    | —                                                                     |                                                                                          |
| 640    | Johannes Blaskowitz                                             | Heer         | Generaloberst                                                | Commander-in-chief of Heeresgruppe G                                                                                   | 29 de outubro de 1944    | (146.) Espadas 25 de abril de 1945                                    |                                                                                          |
| 641    | Dr. med. vet. Klaus Hilgemann                                   | Heer         | Major                                                        | Comandante do II./Grenadier-Regiment 426                                                                               | 29 de outubro de 1944    | —                                                                     | —                                                                                        |
| 642    | Gerhard Friedrich                                               | Heer         | Oberstleutnant                                               | Comandante do Panzergrenadier-Regiment 13                                                                              | 3 de novembro de 1944    | —                                                                     | —                                                                                        |
| 643    | Maximilian Felzmann                                             | Heer         | Generalleutnant                                              | Comandante do Korpsabteilung E                                                                                         | 3 de novembro de 1944    | —                                                                     | —                                                                                        |
| 644    | Johann-Heinrich Eckhardt                                        | Heer         | Generalleutnant                                              | Comandante da 211. Infanterie-Division                                                                                 | 3 de novembro de 1944    | —                                                                     | —                                                                                        |
| 645    | Werner Hartmann                                                 | Kriegsmarine | Kapitän zur See                                              | Líder do U-Boote do Mar Mediterrâneo, anteriormente Comandante do U-198                                                | 5 de novembro de 1944    | —                                                                     | —                                                                                        |
| 646    | Walter Weiß                                                     | Heer         | Generaloberst                                                | Commander-in-chief do 2. Armee                                                                                         | 5 de novembro de 1944    | —                                                                     | —                                                                                        |
| 647    | Gustav-Adolf von Zangen                                         | Heer         | General der Infanterie                                       | commander-in-chief do 15. Armee                                                                                        | 5 de novembro de 1944    | —                                                                     |                                                                                          |
| 648    | Gerd Ruge                                                       | Heer         | Major                                                        | Líder do Panzergrenadier-Regiment 128                                                                                  | 16 de novembro de 1944   | —                                                                     | —                                                                                        |
| 649    | Wilhelm Weidenbrück                                             | Heer         | Major                                                        | Comandante do Panzer-Abteilung of Panzer-Brigade 104                                                                   | 16 de novembro de 1944   | —                                                                     | —                                                                                        |
| 650    | Helmut Dörner                                                   | Waffen-SS    | SS-Standartenführer                                          | Comandante do SS-Panzergrenadier-Regiment 8                                                                            | 16 de novembro de 1944   | 129. Espadas 1 de fevereiro de 1945                                   | —                                                                                        |
| 651    | Albrecht Krügel                                                 | Waffen-SS    | SS-Obersturmbannführer                                       | Comandante do SS-Freiwilligen-Panzergrenadier-Regiment 24 "Danmark"                                                    | 16 de novembro de 1944   | —                                                                     | —                                                                                        |
| 652    | Emil Badorrek                                                   | Luftwaffe    | Major                                                        | Staffelkapitän do 4./Fernaufklärungs-Gruppe 11                                                                         | 18 de novembro de 1944   | —                                                                     | —                                                                                        |
| 653    | Klaus Mietusch                                                  | Luftwaffe    | Major                                                        | Gruppenkommandeur do III./Jagdgeschwader 26 "Schlageter"                                                               | 18 de novembro de 1944*  | Morto em combate 17 de setembro de 1944                               |                                                                                          |
| 654    | Heinz Meyer                                                     | Luftwaffe    | Hauptmann da reserva                                         | Líder do III./Fallschirmjäger-Regiment 15                                                                              | 18 de novembro de 1944   | —                                                                     |                                                                                          |
| 655    | Wilhelm Antrup                                                  | Luftwaffe    | Oberstleutnant                                               | Geschwaderkommodore of Kampfgeschwader 55                                                                              | 18 de novembro de 1944   | —                                                                     | —                                                                                        |
| 656    | Heinrich Höfer                                                  | Luftwaffe    | Major                                                        | Gruppenkommandeur do II./Kampfgeschwader 55                                                                            | 18 de novembro de 1944   | —                                                                     | —                                                                                        |
| 657    | Gerhart Schirmer                                                | Luftwaffe    | Oberstleutnant                                               | Comandante do Fallschirmjäger-Regiment 16                                                                              | 18 de novembro de 1944   | —                                                                     | —                                                                                        |
| 658    | Hans Seidemann                                                  | Luftwaffe    | Generalleutnant                                              | Comandante geral do VIII. Fliegerkorps                                                                                 | 18 de novembro de 1944   | —                                                                     | —                                                                                        |
| 659    | Hans Hoßfeld                                                    | Kriegsmarine | Korvettenkapitän (Marine Artillerie—artilharia naval)        | Comandante do Marine-Artillerie Abteilung 531                                                                          | 25 de novembro de 1944*  | Morto em combate 19 de novembro de 1944                               | —                                                                                        |
| 660    | Werner Dörnbrack                                                | Luftwaffe    | Major                                                        | Gruppenkommandeur do I./Schlachtgeschwader 4                                                                           | 25 de novembro de 1944   | —                                                                     | —                                                                                        |
| 661    | Hubert Pölz                                                     | Luftwaffe    | Hauptmann                                                    | Acting Gruppenkommandeur do I./Schlachtgeschwader 151                                                                  | 25 de novembro de 1944   | —                                                                     | —                                                                                        |
| 662    | Rudolf Witzig                                                   | Luftwaffe    | Major                                                        | Comandante do I./Fallschirm-Pionier-Regiment 21                                                                        | 25 de novembro de 1944   | —                                                                     | —                                                                                        |
| 663    | Georg-Peter Eder                                                | Luftwaffe    | Hauptmann                                                    | Staffelkapitän do 6./Jagdgeschwader 1                                                                                  | 25 de novembro de 1944   | —                                                                     | —                                                                                        |
| 664    | Rudolf Rennecke                                                 | Luftwaffe    | Major                                                        | Líder do Fallschirmjäger-Regiment 1                                                                                    | 25 de novembro de 1944   | —                                                                     | —                                                                                        |
| 665    | Otto Dommeratzky                                                | Luftwaffe    | Leutnant                                                     | Staffelführer do 6./Schlachtgeschwader 2 "Immelmann"                                                                   | 25 de novembro de 1944*  | Morto em combate 13 de outubro de 1944                                | —                                                                                        |
| 666    | Karl Kennel                                                     | Luftwaffe    | Hauptmann                                                    | Gruppenkommandeur do II./Schlachtgeschwader 2 "Immelmann"                                                              | 25 de novembro de 1944   | —                                                                     | —                                                                                        |
| 667    | Gerhard Michalski                                               | Luftwaffe    | Major                                                        | Geschwaderkommodore of Jagdgeschwader 4                                                                                | 25 de novembro de 1944   | —                                                                     | —                                                                                        |
| 668    | Gerhard Bremer                                                  | Waffen-SS    | SS-Sturmbannführer                                           | Comandante do SS-Panzer-Aufklärungs-Abteilung 12 "Hitlerjugend"                                                        | 26 de novembro de 1944   | —                                                                     | —                                                                                        |
| 669    | Klaus von Bismarck                                              | Heer         | Major                                                        | Líder do Grenadier-Regiment 4                                                                                          | 26 de novembro de 1944   | —                                                                     |                                                                                          |
| 670    | Artur Phleps                                                    | Waffen-SS    | SS-Obergruppenführer e General do Waffen-SS                  | Comandante geral do V. SS-Gebirgs-Armeekorps e Higher SS e Police leader as well as commander-in-chief in Siebenbürgen | 24 de novembro de 1944*  | Morto em combate 21 de setembro de 1944                               | —                                                                                        |
| 671    | Otto Wöhler                                                     | Heer         | General der Infanterie                                       | Commander-in-chief do 8. Armee                                                                                         | 28 de novembro de 1944   | —                                                                     |                                                                                          |
| 672    | Helmuth Reymann                                                 | Heer         | Generalleutnant                                              | Comandante da 11. Infanterie-Division                                                                                  | 28 de novembro de 1944   | —                                                                     | —                                                                                        |
| 673    | Curt Ehle                                                       | Heer         | Major da reserva                                             | Líder do Panzer-Brigade 102                                                                                            | 29 de novembro de 1944   | —                                                                     | —                                                                                        |
| 674    | Kurt Maier                                                      | Luftwaffe    | Hauptmann                                                    | Staffelkapitän do 9./Kampfgeschwader 1 "Hindenburg"                                                                    | 6 de dezembro de 1944    | —                                                                     | —                                                                                        |
| 675    | Georg Sattler                                                   | Luftwaffe    | Oberleutnant                                                 | Staffelkapitän do 1.(K)/Lehrgeschwader 1                                                                               | 6 de dezembro de 1944*   | Killed in flying accident 30 de agosto de 1944                        | —                                                                                        |
| 676    | Walther Hahm                                                    | Heer         | Generalleutnant                                              | Comandante do 389. Infanterie-Division                                                                                 | 9 de dezembro de 1944    | —                                                                     | —                                                                                        |
| 677    | Christian Braun                                                 | Heer         | Oberfeldwebel                                                | Machine gun Líder de pelotão no 8./Grenadier-Regiment 308                                                              | 9 de dezembro de 1944    | —                                                                     | —                                                                                        |
| 678    | Fritz Arndt                                                     | Heer         | Feldwebel                                                    | Líder de pelotão no 1./Panzer-Pionier-Bataillon 32                                                                     | 9 de dezembro de 1944    | —                                                                     | —                                                                                        |
| 679    | Gerhard Engel                                                   | Heer         | Generalmajor                                                 | Comandante da 12. Volksgrenadier-Division                                                                              | 11 de dezembro de 1944   | —                                                                     |                                                                                          |
| 680    | Jürgen Wagner                                                   | Waffen-SS    | SS-Brigadeführer e Generalmajor do Waffen-SS                 | Comandante do 4. SS-Freiwilligen-Panzergrenadier-Brigade Nederland                                                     | 11 de dezembro de 1944   | —                                                                     | —                                                                                        |
| 681    | Friedrich Jakob                                                 | Heer         | Major                                                        | Líder do Grenadier-Regiment 1149                                                                                       | 18 de dezembro de 1944   | —                                                                     | —                                                                                        |
| 682    | Harry Hoppe                                                     | Heer         | Generalleutnant                                              | Comandante do 278. Infanterie-Division                                                                                 | 18 de dezembro de 1944   | —                                                                     | —                                                                                        |
| 683    | Eduard Crasemann                                                | Heer         | Generalmajor                                                 | Comandante da 26. Panzer-Division                                                                                      | 18 de dezembro de 1944   | —                                                                     | —                                                                                        |
| 684    | Andreas Kuffner                                                 | Luftwaffe    | Hauptmann                                                    | Staffelkapitän do 10.(Panzer)/Schlachtgeschwader 3                                                                     | 20 de dezembro de 1944   | —                                                                     | —                                                                                        |
| 685    | Fritz Biermeier                                                 | Waffen-SS    | SS-Sturmbannführer                                           | Comandante do II./SS-Panzer-Regiment 3 "Totenkopf"                                                                     | 26 de dezembro de 1944*  | Morto em combate 11 de outubro de 1944                                | —                                                                                        |
| 686    | Paul Klatt                                                      | Heer         | Generalleutnant                                              | Comandante da 3. Gebirgs-Division                                                                                      | 26 de dezembro de 1944   | —                                                                     |                                                                                          |
| 687    | Günther-Eberhardt Wisliceny                                     | Waffen-SS    | SS-Obersturmbannführer                                       | Comandante do SS-Panzergrenadier-Regiment 3 "Deutschland"                                                              | 26 de dezembro de 1944   | (151.) Espadas 6 de maio de 1945?                                     |                                                                                          |
| 688    | Otto Weidinger                                                  | Waffen-SS    | SS-Obersturmbannführer                                       | Comandante do SS-Panzergrenadier-Regiment 4 "Der Führer"                                                               | 26 de dezembro de 1944   | (150.) Espadas 6 de maio de 1945?                                     |                                                                                          |

1. ↑  Em alemão um Legum Doctor é abreviado como Dr. iur. (Doctor iuris) ou Dr. jur. (Doctor juris)